# 빅 트리
빅 트리(The Big Trees)는 미국에서 제작된 펠릭스 E. 파이스트 감독의 1952년 액션, 드라마 영화이다. 커크 더글라스 등이 주연으로 출연하였고 루이스 F. 에델만 등이 제작에 참여하였다.

## 출연

### 주연
- 커크 더글라스
- 이브 밀러

### 조연
- 패트리스 와이모어
- 에드가 뷰캐넌
- 존 아처
- 앨런 헤일 주니어
- 로이 로버츠
- 찰스 메러디스
- 해리 코딩
- 엘렌 코비
- 아이리스 애드리언
- 수 케이시
- 윌리엄 찰리
- 빌 맥린
- 레스터 샤프
- 엘리자베스 슬리퍼

## 제작진
- 미술: 에드워드 카레르